# Proton Persona (CM)
El Proton Persona (CM) es un sedán del segmento C producido por el fabricante de automóviles de Malasia Proton. La serie CM representa la segunda generación del linaje Proton Persona, y el primer modelo Proton que usa la placa de identificación 'Persona' en su mercado local. Fue presentado el 15 de agosto de 2007 como el sucesor del Proton Wira en Malasia y del C90 Persona en sus mercados de exportación.
El CM Persona se basa en una plataforma extendida Proton GEN•2, y se vendió como un complemento de salón para el hatchback GEN•2. El CM Persona fue sucedido por el segmento C Proton Prevé en 2012. Sin embargo, Proton continuó produciendo el Persona como una alternativa de bajo costo al Prevé más sofisticado. La CM Persona fue posteriormente reemplazada decisivamente por la BH Persona del segmento B en agosto de 2016.
La serie CM también se vendió como Proton GEN•2 Persona en algunos mercados de exportación, y es uno de los dos modelos Proton que fueron rebautizados y fabricados por la empresa Youngman en China. Se vendieron más de 250.000 CM Personas en el transcurso de nueve años.

## Historia

### Lanzamiento posterior

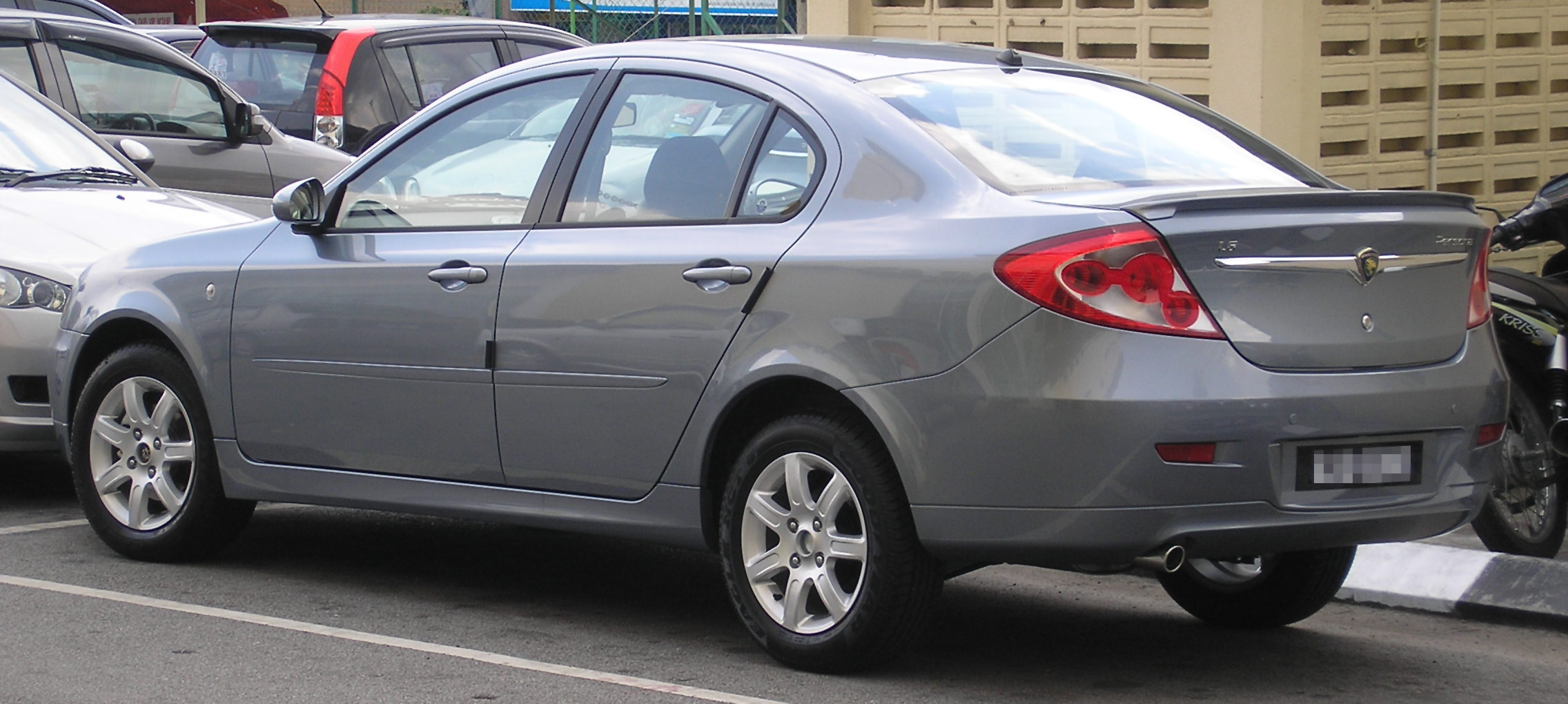
Proton Persona 2007-2010

El Proton Persona (CM) se presentó el 15 de agosto de 2007 como el sucesor decisivo de la envejecida gama de berlinas Wira de Proton. [2]

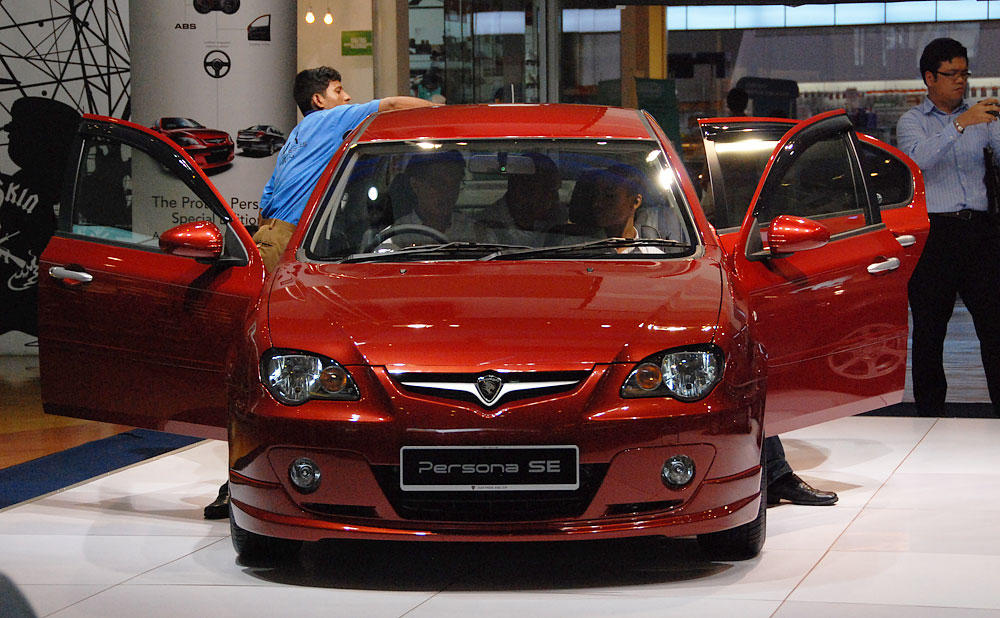
Proton Persona SE

Proton lanzó una edición especial del CM Persona el 26 de agosto de 2008. Se lanzó como una versión prémium del Proton Persona existente con un kit exclusivo y equipamiento de lujo. Solo había dos colores disponibles; Blue Haze y Brilliant Red respectivamente, y el automóvil se vendió al por menor por 59.800 RM.

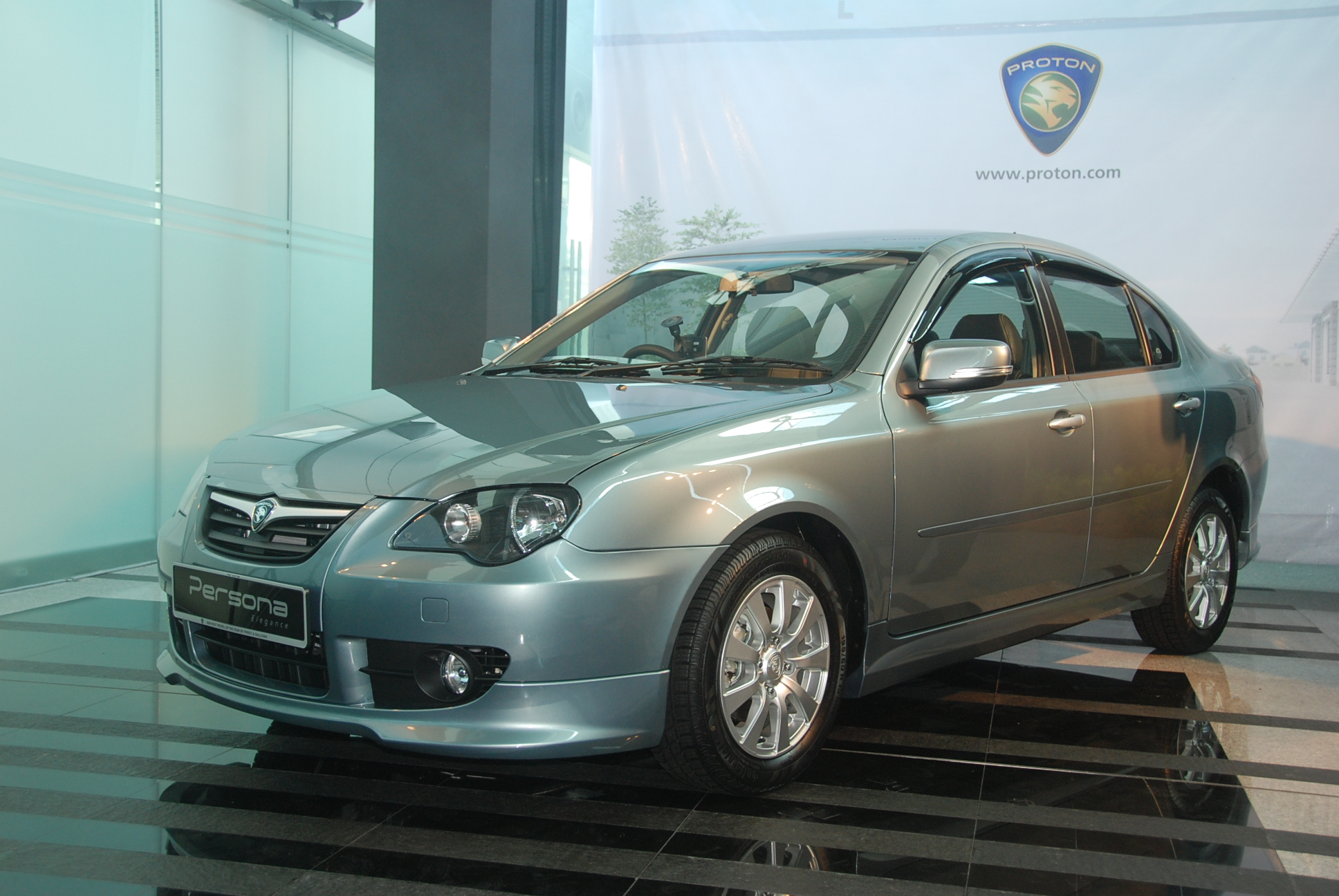
Proton Persona Elegance

El CM Persona se renovó con el nombre de Proton Persona Elegance el 18 de marzo de 2010. Presentaba una parrilla delantera revisada, faros, parachoques delantero y trasero, kit de carrocería y luces traseras LED. La potencia del motor Campro IAFM permanece sin cambios, pero se actualizó con una ECU de 32 bits completamente nueva de la división VDO de Continental. Se disponía de cinco líneas de corte; Línea base (manual o automática), línea media (manual o automática) y línea alta (automática) junto con cinco colores; Rojo brillante, Plata genética, Negro Tranquilidad, Granate bronce y Verde gasa, respectivamente. Un sexto color, Solid White, se unió a la gama en mayo de 2011.
Después del lanzamiento del Proton Prevé, la alineación de Persona se redujo a una única variante estándar que era efectivamente el modelo B-Line.

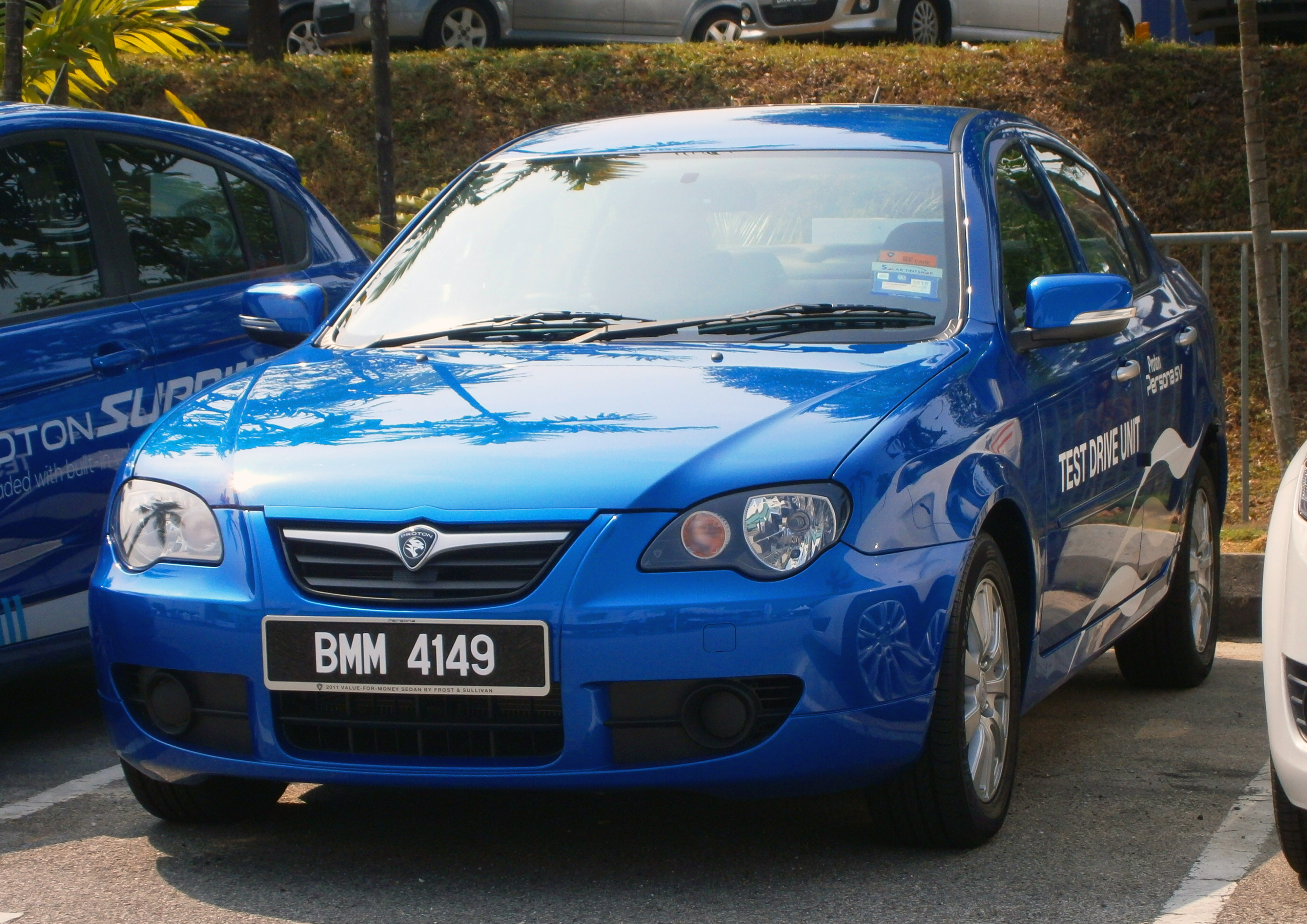
Coche de prueba Proton Persona SV.

Proton lanzó el Persona SV (en el que 'SV' es un acrónimo de 'Super Value') en el Proton Bola. Bola! Bola! Mega Test Drive Carnival el 30 de noviembre de 2013. El lanzamiento se produce seis meses después de la presentación del bien recibido Proton Saga SV. Al igual que el Saga SV, se eliminaron algunos adornos y equipos en un esfuerzo por reducir su precio, pero Proton no comprometió la seguridad, ya que el Persona SV está equipado con dos bolsas de aire delanteras, pretensores de cinturones de seguridad delanteros y frenos de disco integrales con ABS y EBD. Este equipo de seguridad es comparable a sus principales competidores, el Toyota Vios, Honda City y Nissan Almera. El Persona SV se ofrece como una alternativa más grande y poderosa al Saga SV y tiene un precio entre RM44,938 y RM48,388. En comparación, el Saga SV se vende entre RM33,438 y RM36,888 respectivamente.
En julio de 2014, Proton relanzó la variante H-Line ahora conocida como variante Executive con un acabado diferente para las ruedas.
Proton ha vendido 265.882 unidades de CM Persona al 31 de agosto de 2015, desde su debut original el 15 de agosto de 2007.

## Diseño

### Exterior
El CM Persona se basó en gran medida en la plataforma de hatchback Proton GEN•2 de tres años de antigüedad , aunque modificada para ajustarse a las especificaciones de la berlina. Toda la sección de popa del pilar B fue rediseñada, lo que equivale a una extensión de 167 mm de longitud sobre el GEN•2. [2] El voladizo trasero extendido incorpora un maletero más grande de 430 litros, mientras que la tapa del maletero fue rediseñada y cuenta con bisagras de amortiguador de gas gemelas que ahorran espacio. El espacio para la cabeza trasero en el Persona también se incrementó en 43 mm con respecto al GEN•2 cortesía de un diseño de techo trasero rediseñado. [2]

#### Estilo antes del estiramiento
|                 |
| Parte delantera |

|               |
| Parte trasera |

#### Estilo posestiramiento
|  |
|  |

|  |
|  |

|                                 |
| Vista frontal de Proton Persona |

|  |
|  |

### Interior
El interior fue rediseñado para incorporar una guantera en el salpicadero, que se notaba por su ausencia en el GEN•2 original.[2] El reloj analógico en la parte superior del tablero del GEN•2 ha sido reemplazado por uno digital que ahora reside en la pantalla digital en el tablero de instrumentos. Además, la moldura y los paneles de las puertas se modificaron para incluir interruptores de las ventanas eléctricas (que estaban en la consola central en el GEN•2) y manijas de las puertas más ergonómicas. Los asientos de pseudo-carreras han sido reemplazados por unidades más convencionales con mayor comodidad. El ajuste y el acabado también se han mejorado y Proton ha realizado importantes mejoras en el confort y el refinamiento, en línea con este vehículo más orientado a la familia que el GEN•2.[2]
Una versión revisada del GEN•2 lanzada el 3 de marzo de 2008 incorporó las mejoras de acabado interior introducidas en el Persona.

## Tren motriz
El motor CamPro S4PH de 1.6 litros del CM Persona es la misma unidad de 82 kW (110 hp) que se usa en otros modelos de Proton, pero con un diseño mejorado del cárter de aceite de aluminio fundido que reduce los posibles riesgos de daños. [2] Una recalibración de la unidad de control de la transmisión en modelos con transmisiones automáticas reduce la oscilación de las marchas y mejora los cambios de marcha en un intento de enmascarar la caída en la curva de par en los rangos de revoluciones medio y bajo.[2] Al año siguiente, el Persona vino equipado con un nuevo módulo de colector de admisión de geometría variable (motor Campro IAFM) que mejora el par motor a bajas revoluciones y la respiración a altas revoluciones.
La nueva versión Proton Persona CNG es el combustible mezclado de gasolina y GNC.
El nuevo Proton Persona solucionó muchas de las fallas del GEN•2, pero el GEN•2 permaneció en producción y recibió un importante lavado de cara varios meses después del lanzamiento del Persona.
| Motor y rendimiento del tren motriz | Motor y rendimiento del tren motriz                                            |
| ----------------------------------- | ------------------------------------------------------------------------------ |
| Motor                               | CamPro/CamPro IAFM, 4 cilindros, DOHC 16V                                      |
| Velocidad máxima (km / h)           | 180-200 km/h (112-124 mph)                                                     |
| Aceleración 0-100 km / h (s)        | 11,5 segundos                                                                  |
| Salida máxima hp (kW) / rpm         | 110 caballos de fuerza (82 kW)/6000 rpm, (o+2 kW a 6500 rpm para IAFM)         |
| Par máximo (Nm / rpm)               | 148 N·m (109 libras·pie)/4.000 rpm                                             |
| Capacidad del tanque lleno (litros) | 50                                                                             |
| Neumáticos y llantas                | Llantas de aleación 195/60 R15, acero o 195/60 R15, 6Jx15 "                    |
| Chasis                              |                                                                                |
| Dirección asistida                  | Dirección asistida hidráulica                                                  |
| Suspensión (delantera / trasera)    | MacPherson Strut con barra estabilizadora/Multienlace con barra estabilizadora |
| Freno (delantero / trasero)         | Discos ventilados/tambores traseros o discos ventilados/discos sólidos         |

## Mercado de exportación

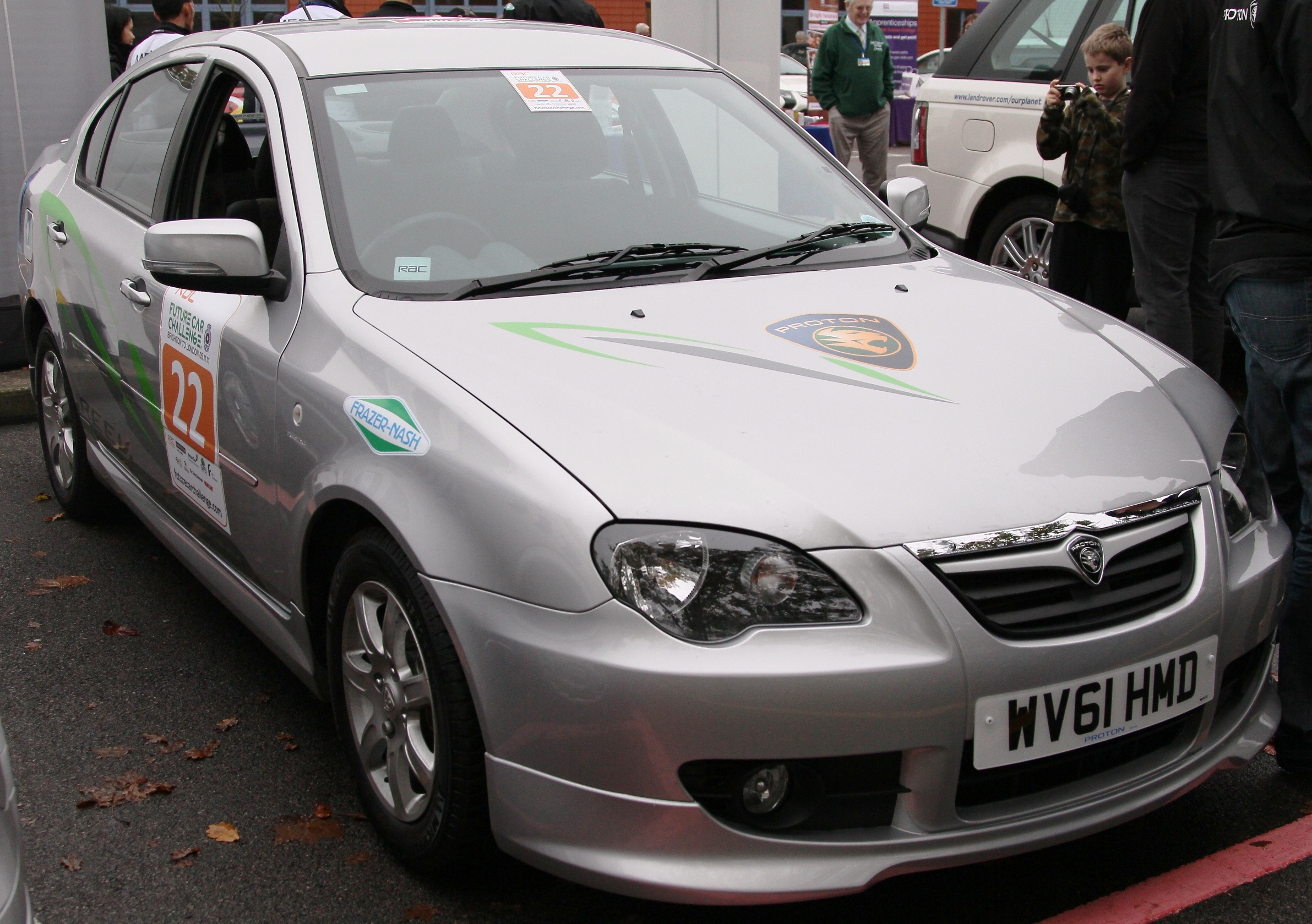
El Proton Persona REEV durante el RAC Future Car Challenge 2011, Reino Unido.

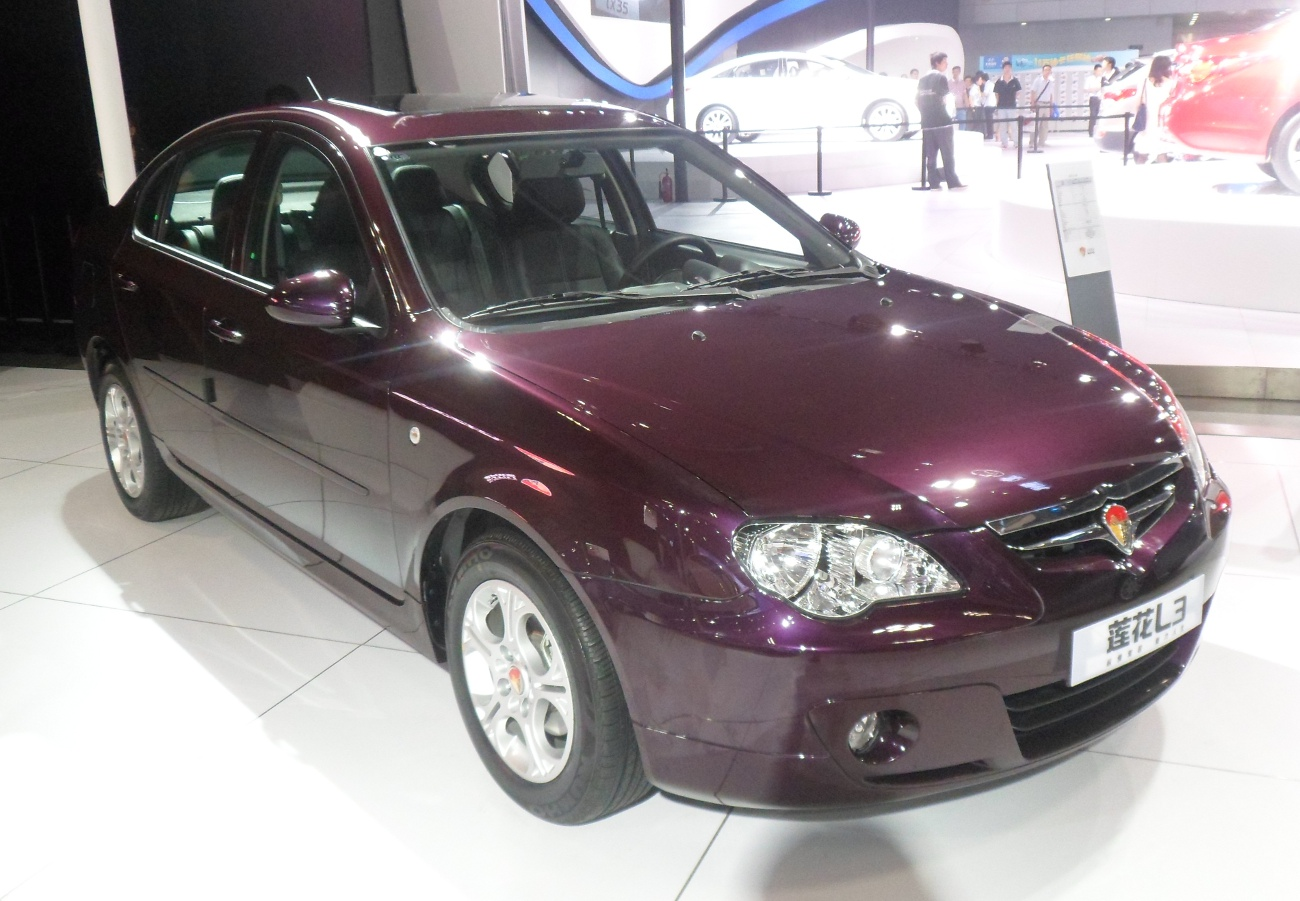
Youngman Lotus L3 (China continental)

El 10 de marzo de 2008, Proton Cars UK anunció la nueva incorporación del sedán Proton Persona al mercado británico, que se conoce como Proton GEN•2 Persona, mientras que las Personas se venden en otros países (como Singapur y Australia). conservar el nombre Persona. Además del Reino Unido, Proton también utiliza el nombre GEN•2 Persona para el mercado indonesio, y también se lanzó en Arabia Saudita el 22 de noviembre de 2008 y en Egipto el 24 de noviembre; el modelo GEN•2 también se lanzó conjuntamente en Egipto.
Si bien se comercializó oficialmente en el Reino Unido, las cifras de ventas de la Sociedad de Fabricantes y Comerciantes de Motores para 2008 revelaron que solo se vendieron 4 unidades del GEN • 2 Persona en ese año, lo que clasificó al automóvil como uno de los modelos de automóvil menos vendidos en el país en 2008.
Proton participó en el RAC Future Car Challenge el 6 de noviembre de 2011 con versiones eléctricas enchufables de Persona, Saga y Exora, en las que la compañía obtuvo 2 premios a pesar de sus deficiencias.
La Persona fue rebautizada y fabricada por el fabricante de automóviles chino Europestar como Youngman Lotus L3 en China. La producción se desarrolló de 2009 a 2013. Un motor de 1.5 y 1.6 litros estaba disponible combinado con una caja de cambios manual de 5 velocidades y automática de 4 velocidades.
El 12 de julio de 2018, se exportaron 13 unidades de Proton Persona CM a países de Oriente Medio, junto con 440 unidades de Proton Gen2.

## Recepción

### Premios
- Premio a las mejores prácticas 2011 - Coche del año con mejor relación calidad-precio (1,31 y superior) Premios a la excelencia de Malasia - Frost & Sullivan
- 2008 Asian Auto - Bosch Fuel Efficiency Awards - primer lugar en la categoría Family Car (consumo promedio de combustible reportado de 6.8 L / 100 km (42 mpg-imp; 35 mpg-US). [12])
- 2008 Frost & Sullivan Mejor modelo del año.

| Ventas y producción de Proton GEN • 2 / Persona (CM) entre 2004 y el segundo trimestre de 2016 | Ventas y producción de Proton GEN • 2 / Persona (CM) entre 2004 y el segundo trimestre de 2016 | Ventas y producción de Proton GEN • 2 / Persona (CM) entre 2004 y el segundo trimestre de 2016 | Ventas y producción de Proton GEN • 2 / Persona (CM) entre 2004 y el segundo trimestre de 2016 | Ventas y producción de Proton GEN • 2 / Persona (CM) entre 2004 y el segundo trimestre de 2016 | Ventas y producción de Proton GEN • 2 / Persona (CM) entre 2004 y el segundo trimestre de 2016 | Ventas y producción de Proton GEN • 2 / Persona (CM) entre 2004 y el segundo trimestre de 2016 | Ventas y producción de Proton GEN • 2 / Persona (CM) entre 2004 y el segundo trimestre de 2016 | Ventas y producción de Proton GEN • 2 / Persona (CM) entre 2004 y el segundo trimestre de 2016 | Ventas y producción de Proton GEN • 2 / Persona (CM) entre 2004 y el segundo trimestre de 2016 | Ventas y producción de Proton GEN • 2 / Persona (CM) entre 2004 y el segundo trimestre de 2016 | Ventas y producción de Proton GEN • 2 / Persona (CM) entre 2004 y el segundo trimestre de 2016 | Ventas y producción de Proton GEN • 2 / Persona (CM) entre 2004 y el segundo trimestre de 2016 | Ventas y producción de Proton GEN • 2 / Persona (CM) entre 2004 y el segundo trimestre de 2016 | Ventas y producción de Proton GEN • 2 / Persona (CM) entre 2004 y el segundo trimestre de 2016 | Ventas y producción de Proton GEN • 2 / Persona (CM) entre 2004 y el segundo trimestre de 2016 | Ventas y producción de Proton GEN • 2 / Persona (CM) entre 2004 y el segundo trimestre de 2016 |
| País | Modelo                                                                                         | Total                                                                                          | Segundo trimestre de 2016                                                                      | Primer trimestre de 2016                                                                       | 2015                                                                                           | 2014                                                                                           | 2013                                                                                           | 2012                                                                                           | 2011                                                                                           | 2010                                                                                           | 2009                                                                                           | 2008                                                                                           | 2007                                                                                           | 2006                                                                                           | 2005                                                                                           | 2004                                                                                           |
| --- | ---------------------------------------------------------------------------------------------- | ---------------------------------------------------------------------------------------------- | ---------------------------------------------------------------------------------------------- | ---------------------------------------------------------------------------------------------- | ---------------------------------------------------------------------------------------------- | ---------------------------------------------------------------------------------------------- | ---------------------------------------------------------------------------------------------- | ---------------------------------------------------------------------------------------------- | ---------------------------------------------------------------------------------------------- | ---------------------------------------------------------------------------------------------- | ---------------------------------------------------------------------------------------------- | ---------------------------------------------------------------------------------------------- | ---------------------------------------------------------------------------------------------- | ---------------------------------------------------------------------------------------------- | ---------------------------------------------------------------------------------------------- | ---------------------------------------------------------------------------------------------- |
| Malasia | GEN•2                                                                                          |                                                                                                |                                                                                                |                                                                                                |                                                                                                |                                                                                                |                                                                                                |                                                                                                | 664                                                                                            | 1,632                                                                                          | 2.055                                                                                          | 4.143                                                                                          | 10,719                                                                                         | 18,925                                                                                         | 32,927                                                                                         | 20,066                                                                                         |
| Malasia | Persona                                                                                        |                                                                                                | 946                                                                                            | 1.044                                                                                          | 11,143                                                                                         | N / A                                                                                          | N / A                                                                                          | N / A                                                                                          | 46,415                                                                                         | 44,391                                                                                         | 42,988                                                                                         | 42,310                                                                                         | 18,333                                                                                         |                                                                                                |                                                                                                |                                                                                                |
| Australia | GEN•2                                                                                          |                                                                                                |                                                                                                |                                                                                                |                                                                                                | 49                                                                                             | 64                                                                                             | 188                                                                                            | 328                                                                                            | 190                                                                                            | 186                                                                                            | 308                                                                                            | 506                                                                                            | 609                                                                                            | 878                                                                                            | 174                                                                                            |
| Australia | Persona                                                                                        |                                                                                                |                                                                                                |                                                                                                |                                                                                                | 67                                                                                             | 92                                                                                             | 241                                                                                            | 173                                                                                            | 250                                                                                            | 351                                                                                            | 339                                                                                            |                                                                                                |                                                                                                |                                                                                                |                                                                                                |
| Reino Unido | Ambos                                                                                          |                                                                                                |                                                                                                |                                                                                                |                                                                                                |                                                                                                |                                                                                                | N / A                                                                                          | N / A                                                                                          | N / A                                                                                          | 503                                                                                            | 844                                                                                            | 997                                                                                            | 1,177                                                                                          | 1,256                                                                                          | 246                                                                                            |
| Tailandia | GEN•2                                                                                          | 1,186                                                                                          |                                                                                                |                                                                                                |                                                                                                | 1                                                                                              | 0                                                                                              | 37                                                                                             | 98                                                                                             | 195                                                                                            | 271                                                                                            | 584                                                                                            |                                                                                                |                                                                                                |                                                                                                |                                                                                                |
| Tailandia | Persona                                                                                        | 5.321                                                                                          |                                                                                                |                                                                                                |                                                                                                |                                                                                                | 26                                                                                             | 994                                                                                            | 1,588                                                                                          | 1.326                                                                                          | 978                                                                                            | 409                                                                                            |                                                                                                |                                                                                                |                                                                                                |                                                                                                |
| Turquía | Ambos                                                                                          |                                                                                                |                                                                                                |                                                                                                | 500                                                                                            | 707                                                                                            | 715                                                                                            | 682                                                                                            | N / A                                                                                          | 856                                                                                            | 748                                                                                            | 862                                                                                            | 552                                                                                            |                                                                                                |                                                                                                |                                                                                                |
| Egipto | GEN•2                                                                                          |                                                                                                |                                                                                                |                                                                                                | 390                                                                                            | 753                                                                                            | 593                                                                                            | 496                                                                                            | 290                                                                                            | N / A                                                                                          | N / A                                                                                          | N / A                                                                                          |                                                                                                |                                                                                                |                                                                                                |                                                                                                |
| Egipto | Persona                                                                                        |                                                                                                |                                                                                                |                                                                                                | 376                                                                                            | 539                                                                                            | 456                                                                                            | 431                                                                                            | 142                                                                                            | 1.418                                                                                          | N / A                                                                                          | N / A                                                                                          |                                                                                                |                                                                                                |                                                                                                |                                                                                                |
| Arabia Saudita | GEN•2                                                                                          |                                                                                                |                                                                                                |                                                                                                |                                                                                                |                                                                                                | dieciséis                                                                                      |                                                                                                |                                                                                                |                                                                                                |                                                                                                |                                                                                                |                                                                                                |                                                                                                |                                                                                                |                                                                                                |
| Arabia Saudita | Persona                                                                                        |                                                                                                |                                                                                                |                                                                                                |                                                                                                | 5                                                                                              | 119                                                                                            |                                                                                                |                                                                                                |                                                                                                |                                                                                                |                                                                                                |                                                                                                |                                                                                                |                                                                                                |                                                                                                |
| Irán | GEN•2                                                                                          |                                                                                                |                                                                                                |                                                                                                |                                                                                                |                                                                                                |                                                                                                |                                                                                                | 2                                                                                              | 2,375                                                                                          | 1.400                                                                                          | 925                                                                                            |                                                                                                |                                                                                                |                                                                                                |                                                                                                |
| Emiratos Árabes Unidos | Ambos                                                                                          |                                                                                                |                                                                                                |                                                                                                |                                                                                                |                                                                                                | 14                                                                                             | 260                                                                                            | 346                                                                                            |                                                                                                |                                                                                                |                                                                                                |                                                                                                |                                                                                                |                                                                                                |                                                                                                |
| Sudáfrica | GEN•2                                                                                          |                                                                                                |                                                                                                |                                                                                                |                                                                                                |                                                                                                | 37                                                                                             | 55                                                                                             | 60                                                                                             |                                                                                                |                                                                                                |                                                                                                |                                                                                                |                                                                                                |                                                                                                |                                                                                                |
| Sudáfrica | Persona                                                                                        |                                                                                                |                                                                                                |                                                                                                | 2                                                                                              | 30                                                                                             | 61                                                                                             | 77                                                                                             | 48                                                                                             |                                                                                                |                                                                                                |                                                                                                |                                                                                                |                                                                                                |                                                                                                |                                                                                                |
| Indonesia | GEN • 2                                                                                        |                                                                                                |                                                                                                |                                                                                                |                                                                                                |                                                                                                | 18                                                                                             | 248                                                                                            | 382                                                                                            | 451                                                                                            |                                                                                                |                                                                                                |                                                                                                |                                                                                                |                                                                                                |                                                                                                |
| Indonesia | Persona                                                                                        |                                                                                                |                                                                                                |                                                                                                |                                                                                                | 2                                                                                              | 22                                                                                             |                                                                                                |                                                                                                |                                                                                                |                                                                                                |                                                                                                |                                                                                                |                                                                                                |                                                                                                |                                                                                                |
| Nueva Zelanda | GEN • 2                                                                                        |                                                                                                |                                                                                                |                                                                                                |                                                                                                |                                                                                                |                                                                                                |                                                                                                |                                                                                                |                                                                                                | 8                                                                                              | 0                                                                                              | 1                                                                                              |                                                                                                |                                                                                                |                                                                                                |
| Nueva Zelanda | Persona                                                                                        |                                                                                                |                                                                                                |                                                                                                |                                                                                                |                                                                                                |                                                                                                |                                                                                                |                                                                                                |                                                                                                | 9                                                                                              |                                                                                                |                                                                                                |                                                                                                |                                                                                                |                                                                                                |
| Ventas globales totales | GEN•2                                                                                          | N / A                                                                                          | N / A                                                                                          | N / A                                                                                          | N / A                                                                                          | N / A                                                                                          | N / A                                                                                          | N / A                                                                                          | N / A                                                                                          | N / A                                                                                          | N / A                                                                                          | N / A                                                                                          | N / A                                                                                          | N / A                                                                                          | N / A                                                                                          | N / A                                                                                          |
| Ventas globales totales | Persona                                                                                        | N / A                                                                                          | N / A                                                                                          | N / A                                                                                          | N / A                                                                                          | N / A                                                                                          | N / A                                                                                          | N / A                                                                                          | N / A                                                                                          | N / A                                                                                          | N / A                                                                                          | N / A                                                                                          | N / A                                                                                          | N / A                                                                                          | N / A                                                                                          | N / A                                                                                          |
| Total producido | GEN•2                                                                                          |                                                                                                | 0                                                                                              | 102                                                                                            | 511                                                                                            | 245                                                                                            | 1,489                                                                                          | 1,148                                                                                          | 981                                                                                            | 4.248                                                                                          | 3,051                                                                                          | N / A                                                                                          | N / A                                                                                          | N / A                                                                                          | N / A                                                                                          | N / A                                                                                          |
| Total producido | Persona                                                                                        |                                                                                                |                                                                                                | 1,615                                                                                          | 6.609                                                                                          | 23,352                                                                                         | 17.032                                                                                         | 28,831                                                                                         | 47,370                                                                                         | 49,884                                                                                         | 44,071                                                                                         | N / A                                                                                          | N / A                                                                                          | N / A                                                                                          | N / A                                                                                          | N / A                                                                                          |
| Notas: El primer trimestre de 2016 se aplica a los meses de enero, febrero y marzo de 2016, respectivamente. El segundo trimestre de 2016 se aplica a los meses de abril, mayo y junio de 2016, respectivamente. El total se aplica a las unidades vendidas en el país especificado entre el inicio de las ventas y junio de 2016, respectivamente. Las ventas globales totales se aplican a las unidades combinadas vendidas en todos los mercados activos. El total producido se aplica a todas las unidades producidas entre enero de 2009 y junio de 2016, respectivamente. |                                                                                                |                                                                                                |                                                                                                |                                                                                                |                                                                                                |                                                                                                |                                                                                                |                                                                                                |                                                                                                |                                                                                                |                                                                                                |                                                                                                |                                                                                                |                                                                                                |                                                                                                |                                                                                                |